# Son Roca

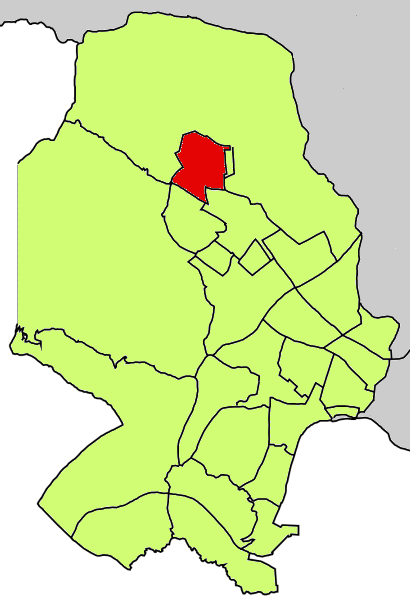
Localització de Son Roca respecte del Districte de Ponent.

Son Roca és una urbanització i una barriada palmesana situada al districte de Ponent. Està situada als peus de la serra de Son Marill. Al barri s'hi troba l'oratori de Sant Roc, projectat per Bartomeu Ferrà, inaugurat l'any 1914 i convertit en parròquia l'any 1954. L'any 2018 hi vivien 2.181 persones, el 13,43% (293) de les quals eren estrangeres.
Es troba limitada per les barriades de Son Anglada, Son Ximelis, Son Xigala i Son Serra-La Vileta.
A causa de la seva proximitat, se sol confondre Son Roca amb el barri de Son Ximelis, que és la zona on es troben els blocs d'habitatges construïts els anys 70 del segle xx.
És un barri de vivendes unifamiliars de diferent antiguitat, d'una o dues alçades. Administrativament també inclou Son Roqueta. El sector occidental del barri està sense urbanitzar i hi trobem els casals de Bellagre, construït per Gabriel Alomar, i el casal de Son Fort, inclòs dins el Catàleg de Protecció d'Edificis de Palma.
S'hi pot arribar amb les línies 7, 8 i 36 de l'EMT de Palma.